# Ласау (Хунедоара)
Ласау (рум. Lăsău) насеље је у Румунији у округу Хунедоара у општини Лапуђу Де Жос. Oпштина се налази на надморској висини од 171 m.

## Становништво
Према подацима из 2002. године у насељу је живело 196 становника, од којих су сви румунске националности.